# Bienensterben
Das Wort Bienensterben wird auf verschiedene Weise verwendet, als Schlagwort und als Fachausdruck.
Als Fachbegriff bezieht sich Bienensterben auf Wildbienenarten, von denen mehr als 50 % der deutschen Arten auf der Roten Liste gefährdeter Arten stehen. Die Wildbienen werden im folgenden Artikel nicht betrachtet. Im weitesten Sinne wird der Begriff Bienensterben als Synonym und Schlagwort für das Insektensterben benutzt.
Das Schlagwort Bienensterben steht in öffentlichen Debatten und Medien für die These, dass es weltweit einen starken Rückgang der Anzahl bzw. Dichte von Völkern der Westlichen Honigbiene (Apis mellifera) gebe, für den der Mensch durch globalisierte, industriell-technische Formen der Landnutzung (Monokulturen, Pestizide, Transport etc.) verantwortlich sei und der wegen ausbleibender Bestäubung durch Bienen fatale Folgen für die Lebensmittelproduktion habe. Diese Ansicht wird auch in bekannten Filmen wie Vanishing of the Bees (2009), Das Geheimnis des Bienensterbens (2010) und More than Honey (2012) vermittelt. Von Forschern wird die Honigbiene jedoch als Sonderfall gesehen, da sie kommerziell genutzt wird und daher stark vom Imker abhängig ist – es wird angenommen, dass sie nicht aussterben kann, solange es Imker gibt.
Eine Analyse der Bestandsentwicklung global bewirtschafteter Bienenvölker kann die These eines so verursachten globalen Bienensterbens jedoch nicht stützen; vielmehr zeigen sich überregional und regional sehr unterschiedliche Befunde von Zu- und Abnahmen der Dichte von Bienenvölkern. Zum Teil lassen sich diese Befunde mit sozial-ökonomischen Veränderungen erklären, die Bienenhaltung für die Imker attraktiv oder unattraktiv gemacht haben. Verluste von Bienenvölkern konnten in einigen Fällen auf eindeutige Ursachen zurückgeführt werden, zum Beispiel neues Auftreten eingeschleppter Parasiten wie die Varroamilbe, oder, in zwei Fällen, nicht sachgerechter Einsatz von Neonicotinoiden als Saatgut-Beizmittel. In vielen anderen Fällen, insbesondere bei Fällen erhöhter Wintersterblichkeit, als Syndrom auch als colony collapse disorder, meist abgekürzt CCD, bezeichnet, konnten alleinige Ursachen bisher wissenschaftlich nicht belegt werden. Vielmehr besteht weiterer Forschungsbedarf hinsichtlich der Kombination mehrerer Faktoren.

## Colony Collapse Disorder
Colony Collapse Disorder (englisch, kurz CCD) ist eine aus den Vereinigten Staaten stammende Bezeichnung für eine bestimmte Form des Bienensterbens. Symptome sind der rasche Verlust ausgewachsener Arbeiterinnen im Stock und das Fehlen toter Arbeiterinnen im und um den Stock. Brut, junge Bienen, Honig und Pollen sind dagegen noch vorhanden. Nestschädlinge und Kleptoparasitismus treten zudem nur mit Verzögerung auf.

## Entwicklung der Bienenpopulationen
Die FAO trägt jährlich offizielle Schätzungen zur Zahl der kommerziellen Bienenstöcke in vielen Ländern seit Beginn der 1960er Jahre zusammen. Diese Zahl ist im Laufe der letzten 50 Jahre in vielen Ländern gestiegen oder gefallen. In den USA sank sie zwischen 1961 und 2014 von 5,5 auf 2,6 Millionen. In Indien stieg sie im selben Zeitraum von 5 auf 11,6 Millionen, in China von 3,2 auf 8,9 Mio. In Deutschland sank die Zahl der Bienenstöcke von 2 auf 0,7 Mio., in der Türkei stieg sie von 1,5 auf 6,6 Mio.
Insgesamt stieg die Zahl der kommerziellen Bienenstöcke nach FAO-Angaben zwischen 1961 und 2007 um ca. 45 % an. Während die Zahl in Nordamerika (−49,5 %) und Europa (−26,5 %) sank, nahm sie in Asien (+426 %), Afrika (+130 %), Südamerika (+86 %) und Ozeanien (+39 %) zu. Innerhalb der Regionen zeigten sich ebenfalls erhebliche Divergenzen; beispielsweise nahm die Zahl in Finnland, Kanada und Spanien erheblich zu, während sie in Deutschland, Schweden und den USA sank. In den Jahren 2007–2022 stieg die Anzahl der Bienenvölker in Deutschland nach Angaben der Bundesregierung wieder deutlich an, von 670.000 auf knapp 1 Million.
Laut der „ersten langfristigen [wissenschaftlichen] Bewertung des globalen Bienensterbens“, welche GBIF-Daten über mehr als einem Jahrhundert analysierte, nahm die Anzahl der Bienenarten nach den 1990er Jahren rapide ab und ist zwischen 2006 und 2015 um ein Viertel im Vergleich zu vor 1990 geschrumpft.

## Geschichte
„Der Tod von Bienenvölkern gehört zur Natur und zur Imkereikultur. Winter-Verlustraten von 10 % des Bestandes galten seit Beginn der Dokumentation Ende des 19. Jhs. als normal.“ Das Schlagwort Bienensterben bezieht sich auf die seit einigen Jahrzehnten beobachteten deutlich höheren Winterverluste und signifikanten Verluste von Bienenvölkern auch während der Saison.

### Nordamerika

#### Vereinigte Staaten
Im Herbst 2006 traten bei einzelnen Bienenhaltern in den USA massive Verluste auf, die größer waren als die üblichen, alljährlichen Winterverluste. Derart massive Verluste traten bereits in den 1880er, den 1920er und den 1960er Jahren auf, wobei unklar ist, ob es sich dabei um CCD handelte. In der Vergangenheit wurden auch noch weitere ungewöhnliche Fälle von Bienensterben beobachtet. Im Jahr 1903 verschwanden im Cache Valley in Utah nach einem strengen Winter und kalten Frühling 2000 Bienenstöcke. Im Winter 1995/96 traten in Pennsylvania Verluste von 53 % ohne erkennbare Ursache auf.
1853 berichtete Lorenzo Langstroth von Bienenstöcken, die eines Morgens leer aufgefunden wurden. 1891 und 1896 verschwanden größere Zahlen von Bienen, was als May disease beschrieben wurde. In den 1960er Jahren verschwanden Bienen in Texas, Louisiana und Kalifornien. 1975 ereignete sich eine ähnliche Epidemie in 27 Bundesstaaten, und erneut 2005 in Kalifornien.
Das Bee Informed Partnership, ein gemeinsames Projekt führender US-amerikanischer Forschungslabore und Universitäten mit Unterstützung des US-Landwirtschaftsministeriums (USDA), sammelt seit 2006 jedes Jahr Daten zu Honigbienenverlusten. Diese Daten werden in Form von Befragungen von Imkern erhoben, in denen die Imker Angaben unter anderem zur Zahl der Bienenstöcke zu verschiedenen Zeitpunkten im Jahr, Zuwächsen und Rückgängen dieser Zahl, sowie zu den von den Imkern vermuteten Ursachen für Verluste machen. Die landesweiten Winterverluste betrugen im Durchschnitt über die bisher veröffentlichten Daten aus zehn Wintern 29 %. Im ersten Umfragewinter 2006/07 betrugen die Verluste 32 %, im jüngsten Umfragewinter 2015/16 betrugen sie 28 %. Die Verluste unterscheiden sich dabei erheblich zwischen einzelnen Bundesstaaten, Jahreszeiten und Haltungsformen.
Eine 2015 veröffentlichte Studie (Lee et al., 2015) analysierte die Daten des Umfragewinters 2013/14. Garten- und Nebenerwerbsimker hatten dabei höhere, kommerzielle Imker niedrigere relative Verluste. Die an der Analyse der Umfrage beteiligten Wissenschaftler vermuten, dass die niedrigeren Verluste kommerzieller Imker darauf zurückzuführen sind, dass diese im Gegensatz zu Hobbyimkern ihre Bienenstöcke im Winter üblicherweise in wärmere Regionen transportieren und sie außerdem gegen die Varroamilbe behandeln. Auch zeigte sich in den Ergebnissen in allen Jahren, dass Imker, die ihre Bienenstöcke transportieren und zur Bestäubung von Mandelbäumen einsetzen, ähnliche oder geringere Verluste erfahren als Imker, die dies nicht tun. Die in den jährlichen Umfragen von den Imkern am häufigsten genannten Ursachen für ihre Winterverluste waren Ausfall der Königin, Varroamilbe, Verhungern, Herbstschwäche, Pestizide, schlechte Überwinterungsbedingungen und CCD. Für den Winter 2013/14 gaben Gartenimker (96 % der Befragten) und Nebenerwerbsimker (2,6 %) schlechte Überwinterungsbedingungen, Verhungern und Herbstschwäche als häufigste Ursachen an. Kommerzielle Imker (1,4 %) nannten für dasselbe Jahr Ausfall der Königin (ca. 20 % der Befragten) sowie Varroamilbe (ca. 16 %) und Pflanzenschutzmittel (ca. 14 %) als häufigste Ursachen (ähnlich 2012/13).
Nach einer auf Basis der Daten des Umfragewinters 2014/15 ebenfalls 2015 veröffentlichten Studie (Seitz et al., 2015) sind die von kleineren Imkereien genannten Ursachen für Wintersterblichkeit vor allem Managementprobleme (z. B. Verhungern, Herbstschwäche), während größere kommerzielle Imkereien in erster Linie Parasiten oder Faktoren außerhalb ihrer Kontrolle ausmachten (z. B. Varroa, Nosema, Ausfall der Königin).

#### Kanada
Im Rahmen des COLOSS-Forschungsprojekts wurden Umfragen zu den Winterverlusten 2009/10 in Kanada durchgeführt. In sechs Provinzen schwankten die Verluste zwischen 16 % und 25 %, mit besonders hohen Verlusten in Nova Scotia.
Ein im Süden Ontarios durchgeführtes Forschungsprojekt sammelte zwischen 2007 und 2008 Daten in mehr als 400 zufällig ausgewählten Bienenstöcken. Die Winterverlustrate betrug 27 %. Von den untersuchten Faktoren war der Befall mit der Varroamilbe am stärksten mit Verlusten assoziiert.

### Europa
In Europa nahm die Zahl der Honigbienenvölker von über 21 Mio. (1970) auf 15,5 Mio. (2007) ab. Dieser Rückgang war langsam bis 1990 und ab da deutlich steiler. Da es in Europa – anders als in den USA – keine gebietsweiten jährlichen Erhebungen gibt, sind Entwicklungen und Schwankungen schwerer feststellbar; für einige Länder fehlen Daten oder werden seitens der FAO geschätzt. Es lassen sich keine konsistenten Entwicklungen zwischen verschiedenen Ländern ausmachen, beispielsweise nahm die Zahl der Honigbienenvölker in Deutschland seit 2000 bei einem immer noch niedrigeren Stand als 1961 langsam zu, während die Zahl in Frankreich heute höher ist als 1961, seit 2000 aber abnimmt.
Das europaweite Forschungsnetzwerk COLOSS (Prevention of honey bee COLony LOSSes) wurde 2008 ins Leben gerufen und hat seitdem international standardisierte Umfrageprotokolle entwickelt, auf deren Basis repräsentative und international vergleichbare Umfragen zu Formen der Bienenhaltung, Bienenverlusten sowie möglichen Risikofaktoren durchgeführt werden. Im Winter 2012/13 wurden die so erhobenen Winterverluste und Risikofaktoren in 18 nord-, zentral- und westeuropäischen Ländern sowie Israel analysiert. Von den überwinternden Bienenstöcken gingen 16,1 % verloren. Die Verluste schwankten dabei erheblich zwischen den Ländern und unterschiedlich großen Bienenstockbeständen, von unter 10 % in Bosnien und Herzegowina bis zu hohen Verlusten von über 30 % in Schottland und Irland. Hinsichtlich der Risikofaktoren zeigt eine Regressionsanalyse, dass die Haltungsbedingungen der Honigbienen wichtig sind, etwa die Art der Behandlung gegen die Varroamilbe sowie die Erkennung und Korrektur von Problemen der Königinnen. Außerdem erhöht der Zugang zu bestimmten landwirtschaftlichen Nutzpflanzen (Mais, Raps) das Sterberisiko der Honigbienen (wobei nicht geklärt wurde, ob dieser Umweltfaktor mit der Art des Lebensraums, dem Ernährungswert der Nutzpflanzen oder der Behandlung mit Pflanzenschutzmitteln im Zusammenhang steht).
Im Rahmen des Forschungsprojekts EPILOBEE wurde die Bienensterblichkeit in 2012/13 und 2013/14 in 17 EU-Staaten anhand repräsentativer Zufallsstichproben von Bienenhäusern und -stöcken untersucht. Es zeigten sich erheblich Divergenzen in der Sterblichkeit zwischen den beiden Jahren und verschiedenen Ländern. Die höchste Wintersterblichkeit wurde in Belgien 2012/13 festgestellt (31,73 %), die niedrigste in Litauen 2013/14 (2,16 %). Mit einer hierarchischen Clusteranalyse fand sich die höchste Wintersterblichkeit (14,04 %) bei Hobbyimkern über 65 Jahren mit kleinen Bienenhäusern, die Königinnen produzierten und wenig Erfahrung in der Bienenhaltung haben. Die geringste Wintersterblichkeit (8,11 %) wurde für professionelle Bienenhalter im Alter zwischen 30 und 45 Jahren beobachtet, die große und migrierende Bienenhäuser betreiben. Die professionellen Bienenhalter wiesen eine höhere Qualifikation, Schulungen und Erfahrungen in Bienenhaltung auf; ihre Bienen litten nicht an Krankheiten. In einer statistischen Analyse der Faktoren eines höheren Bienensterbens waren die Variablen Varroaose, ein Mangel an Schulungen, die Nicht-Verwendung eines Bienenhalterbuches und die Nichtbeteiligung an Veterinärbehandlungen signifikant. Eine weitere, im März 2017 veröffentlichte Studie auf Basis derselben Daten stellte ebenfalls einen entscheidenden Einfluss der Professionalität der Bienenhaltung auf die Bienensterblichkeit fest.

#### Deutschland

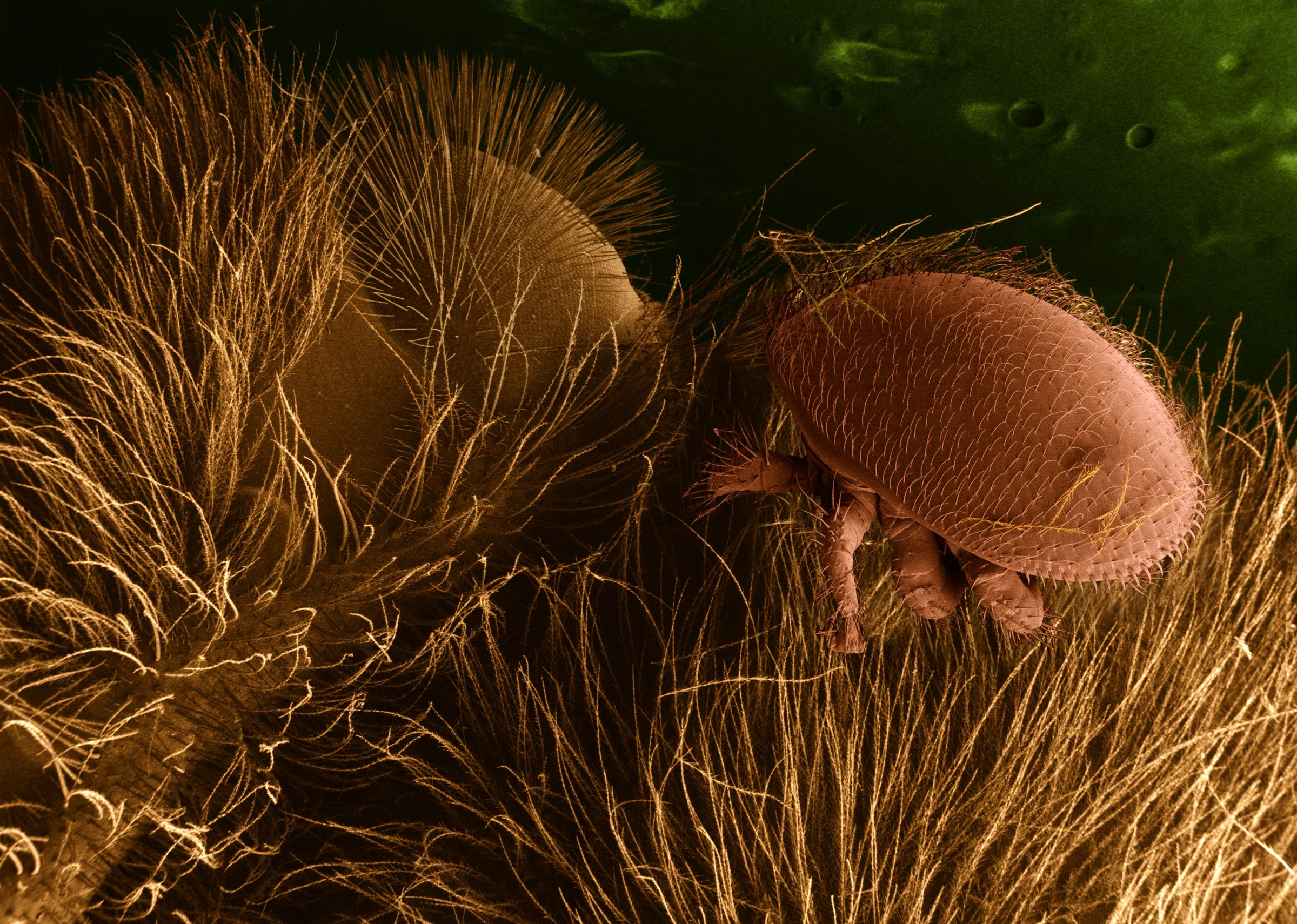
Die Varroamilbe (hier auf dem Körper einer Honigbiene) gilt als eine der Hauptursachen erhöhter Winterverluste in Deutschland.

In Deutschland traten im Winter 2002/03 ungewöhnlich hohe Verluste von durchschnittlich 30 % auf, wobei viele Imker sehr viel höhere Verluste und viele andere Imker sehr viel niedrigere Verluste erlitten. Eine einfache Erklärung für dieses Phänomen konnte nicht gefunden werden. Daraufhin wurde im Herbst 2004 das deutsche Bienenmonitoring-Projekt ins Leben gerufen, dessen Ziel die Aufklärung der Ursachen höherer Winterverluste war. Dazu wurden 1200 Bienenstöcke in 120 Imkereien über mehrere Jahre beobachtet und umfangreiche Daten zu viralen, bakteriellen und pilzlichen Pathogenen, Varroabefall, dem Gesundheitsstatus und der Stärke der Bienenstöcke zu verschiedenen Zeitpunkten im Jahr, Milbenbehandlungen, Nähe zu bestimmten Nutzpflanzen, Pflanzenschutzmittelrückstände in Rapspollen (der wichtigsten Nektar- und Pollenquelle für Bienen im Spätfrühling) sowie Haltungsbedingungen durch professionelle Bieneninspektoren und die Imker selbst erhoben. Mortalitätsraten wurden daraufhin mithilfe von Korrelationsanalysen untersucht. Die durchschnittlichen zwischen 2004/05 und 2007/08 beobachteten Winterverluste lagen zwischen 4 % und 15 %. Die in der Untersuchung festgestellten Ursachen für Winterverluste sind 1) ein hoher Milbenbefall, 2) Infektionen im Herbst mit dem Flügeldeformationsvirus, 3) Infektionen im Herbst mit dem Akuten Bienenparalysevirus, 4) alte Königinnen, und 5) schwache Bienenstöcke vor dem Winter. Die Hauptursache der Überwinterungsprobleme sei zweifellos der Befall mit der Varroamilbe. Ein Effekt von Pflanzenschutzmittelrückständen auf die Mortalität konnte nicht festgestellt werden, wobei das Studiendesign nicht darauf ausgelegt war, subletale und chronische Auswirkungen von mehrfach belastetem Pollen zu erfassen. Hierfür sind umfassendere Probenentnahmen und weitergehende Untersuchungsmethoden notwendig. Im Kontext des Monitorings wurden hauptsächlich Rückstände von Pflanzenschutzmitteln gefunden, die als nicht toxisch für Bienen eingestuft sind in Mengen, die drei Größenordnungen unter der entsprechenden LD50-Dosis lagen. Da verschiedene Studien eine schädliche Wirkung von Pestiziden auf Honigbienen zeigten, sind weitere Untersuchungen erforderlich.
Die im Rahmen des Bienenmonitorings (DeBiMo) durchgeführte Analyse von Pflanzenschutzmittelrückständen in Pollen (Bienenbrot) war die erste Untersuchung dieser Art in Deutschland. Auf Basis der Daten aus mehreren Jahren bis einschließlich 2010 konnte kein Zusammenhang zwischen der Belastung von Pollen und der Volksentwicklung bzw. den Winterverlusten nachgewiesen werden. Relativ viele Proben waren belastet, allerdings lagen die Werte in den meisten Fällen im niedrigen Bereich und weit unterhalb der jeweiligen LD50-Werte. Zwar wurden keine direkt bienentoxischen Konzentrationen nachgewiesen, jedoch gebe der Nachweis des Cocktails an Pflanzenschutzmittelrückständen in Pollen Anlass, die kombinatorische sowie chronische Wirkung der Substanzen auf Bienenvölker zu untersuchen. Hierzu seien gezielte Experimente notwendig.
Das Deutsche Bienenmonitoring wird seit 2010 von Mitteln des Bundes gefördert. Für die dreijährige Förderperiode 2011–2013 wurden durchschnittliche Winterverluste von 9,9 % (2010/2011), 13,3 % (2011/2012) und 13,3 % (2012/2013) festgestellt, mit einer deutlichen Variabilität zwischen Imkern und Regionen. Wie in den Vorjahren zeigte sich ein signifikanter Zusammenhang zwischen dem Befall mit Varroamilben und den Verlustraten und ebenfalls mit dem Flügeldeformationsvirus. Andere Viren und Nosemainfektionen konnten nicht in einen Zusammenhang mit Verlusten gebracht werden. Für Rückstände von Pflanzenschutzmitteln im Bienenbrot zeigte sich ebenfalls kein direkter Zusammenhang; überdurchschnittliche Rückstände ergaben keine erhöhten Verlustraten. Die Schlussberichte für die Förderperioden 2014–2016 und 2017–2019 liegen vor.
Die Überwinterungsverluste der Monitoringvölker nahmen in den drei Projektjahren 2017–2019 leicht ab und zwar von 14,6 % (2017) über 12,6 % (2018) zu 11,5 % (2019). Insgesamt bewegten sich die Verluste der letzten 3 Projektjahre damit im oberen Bereich der seit 2009 dokumentierten Verluste (Min. 4,4 %; Max. 15,0 %). In den Jahren 2007–2022 stieg die Anzahl der Bienenvölker in Deutschland wieder deutlich an, von 670.000 auf knapp 1 Million.

##### Kritik von NGOs am Deutschen Bienenmonitoring
Im Januar 2011 veröffentlichten die Naturschutzverbände BUND und NABU eine gemeinsame Presseerklärung, in der sie auf Grundlage einer Einschätzung von Happe und Safer (2011) dem Deutschen Bienenmonitoring methodische Mängel vorwarfen, die eine korrekte Bestimmung des Beitrags von Pflanzenschutzmitteln zum Bienensterben verhindern würden.
Das Deutsche Bienenmonitoring erwiderte daraufhin, dass es im Gegensatz zu Aktivisten ergebnisoffen an die Untersuchung der Ursachen herangegangen sei und wies die Kritik zurück.

### Asien
Im Rahmen des COLOSS-Forschungsprojekts wurden Umfragen zu den Winterverlusten 2009/10 in China und der Türkei durchgeführt. Diese zeigten geringe Verluste von durchschnittlich 4 % in China und moderate Verluste von 26 % in der Türkei.
Zwischen 2010 und 2013 wurden in China mit der COLOSS-Methode etwa 3000 Imker befragt, um Daten zu Verlustraten und Risikofaktoren zu sammeln. Insgesamt waren die Winterverluste gering (durchschnittlich 10,1 %), schwankten jedoch signifikant mit dem Jahr und der Provinz. Die niedrigsten Verluste (8,5 %) wurden im Winter 2012/13, die höchsten 2011/12 (12 %) gefunden. Kommerzielle Imker (> 200 Bienenvölker) erlitten mit einem Jahresdurchschnitt von 12,1 % tendenziell höhere Verluste als Nebenerwerbsimker (50–200 Bienenvölker) mit 8,9 %. In Xinjiang (19 %) und Henan (16,2 %) traten deutlich höhere Verluste auf als in allen anderen Provinzen (<10 %). Die Studie schätzte den potenziellen Einfluss von Risikofaktoren mithilfe eines Generalisierten Linearen Modells. Imker, die ihre Bienenwaben häufiger erneuerten, hatten den Ergebnissen zufolge geringere Verluste, da neue Waben frei von Krankheitserregern, Parasiten oder chemischen Verunreinigungen sind und so das Krankheitsrisiko senken. Ein höherer Anteil von Bienenstöcken, die Probleme mit ihren Königinnen hatten, war mit höheren Verlusten verbunden.

### Afrika

#### Südafrika
Pirk et al. (2013) untersuchten anhand einer Befragung von 48 Bienenhaltern die Verluste in den Jahren 2009/10 (29,6 %) und 2010/11 (46,2 %). Migrierende Bienenhalter wiesen mit 35,5 % höhere Verluste auf als sesshafte (17,2 %). Bienenhalter, deren Bienen bestimmte Nutzpflanzen (Äpfel, Eukalyptus, Zwiebeln, Sonnenblumen) bestäubten, verzeichneten höhere Verluste als andere. Halter der Kapbiene hatten geringere Verluste (17,9 %) als Halter der Ostafrikanischen Hochlandbiene (29,1 %). Die befragten Bienenhalter nannten als Ursachen für Verluste den Kleinen Beutenkäfer, Varroamilben, fluchtartiges Verlassen des Bienenstocks, sowie Kalkbrut.

## Ursachen
Die Ursachen von Bienensterben sind noch nicht vollständig geklärt. Als wichtigste Ursache des Bienensterbens in den Vereinigten Staaten, Deutschland und der Schweiz gilt der Befall mit der Varroamilbe. Daneben werden Faktoren wie Erkrankungen, Mangelernährung, Gentechnologie, Management und Insektizide untersucht. Eine 2019 veröffentlichte Studie mit internationaler Beteiligung sieht die hohen Verluste der letzten Zeit in der Kombination der Neonicotinoide und dem Befall mit der Varroamilbe.

### Befall durch die Varroamilbe
Die Hauptursache des Bienensterbens in Deutschland und der Schweiz ist die Varroose, also der Befall der Bienenvölker durch die Varroamilbe. Der Parasit Nosema, Pflanzenschutzmittelrückstände und andere vermutete Ursachen fielen nach den Ergebnissen der Anfang 2011 veröffentlichten Langzeitstudie „Deutsches Bienen-Monitoring“, die von der Arbeitsgemeinschaft der Institute für Bienenforschung koordiniert wurde, dagegen kaum ins Gewicht. Die Autoren schreiben, dass sich die Ergebnisse der Langzeitanalyse auch auf andere Regionen Europas und möglicherweise auch Teile Nordamerikas übertragen ließen. Die Aussagen dieser Studie werden jedoch von vielen Imkern und Umweltverbänden wie NABU und BUND heftig kritisiert. So wurde die Anwendung von Pestiziden gar nicht untersucht. Als kritisch wird angesehen, dass „50 Prozent des Projekts von der Industrie (BASF, Bayer und Syngenta) getragen“ wurde, welche die umstrittenen Pestizide produzierten.
Aufgrund der Brisanz des allgemeinen Insektensterbens hat die Politik entsprechend eingelenkt und mit dem Verbot bestimmter Pestizide im Freiland reagiert. Weitere Schritte sind geplant und zielen auf einen effektiven Umweltschutz durch eine Umorientierung in der Landwirtschaft ab.

„… die Milbe Varroa destructor – sie ist mit Abstand die wichtigste Verursacherin des Bienensterbens. In der Schweiz sind alle Bienenvölker mit diesem Parasiten befallen, und unbehandelt stirbt ein Volk innerhalb von ein, zwei Jahren. Selbst wenn geeignete Massnahmen ergriffen werden, ist nicht sicher, dass die kranken Bienen überleben – denn geschwächte Individuen und Völker werden meist zusätzlich zu den Milben von Viren befallen, was schliesslich zum Tod eines Volkes führt.“

Deutlich höhere Überwinterungschancen haben anscheinend Völker mit jüngeren Königinnen. Weitere Faktoren können die Schädlichkeit der Milbe potenzieren. So könnten die Milben Viren übertragen oder die zugefügten Verletzungen Sekundärinfektionen begünstigen. Untersucht wurden bisher das Flügeldeformationsvirus (DWV), das durch die Varroa-Milbe übertragen wird und bereits die Larven infiziert. Nach dem Puppenstadium schlüpfen betroffene Bienen häufig mit deformierten Flügeln, sogenannte „Krabbler“, die nicht lange lebensfähig sind und bei einem starken Befall für das Zugrundegehen ganzer Völker führen können. Aufgrund von Mutationen kommt es dabei auch zu aggressiven und vermehrt ansteckenden Variante. Ein weiteres durch die Varroamilbe übertragenes Virus ist das akute Bienenparalysevirus (APV), das bei betroffenen Insekten für Orientierungsstörungen verantwortlich ist, die zu einem frühen Tod führen. Auch bei nicht tödlichem Verlauf haben infizierte Bienen gegenüber gesunden eine deutlich verringerte Chance, den Winter zu überstehen.

### Störung der Eiweißproduktion
Nach neueren Forschungsergebnissen liegt bei allen betroffenen Bienenvölkern eine gestörte Eiweißproduktion vor. Es wird vermutet, dass diese Störung von Picornaviren, die unter anderem durch die Varroamilben übertragen werden, ausgelöst wird. Die gestörte Eiweißproduktion führt außerdem dazu, dass die Bienen anfälliger gegenüber anderen schädlichen Umwelteinflüssen werden.

### ParasitApocephalus borealis

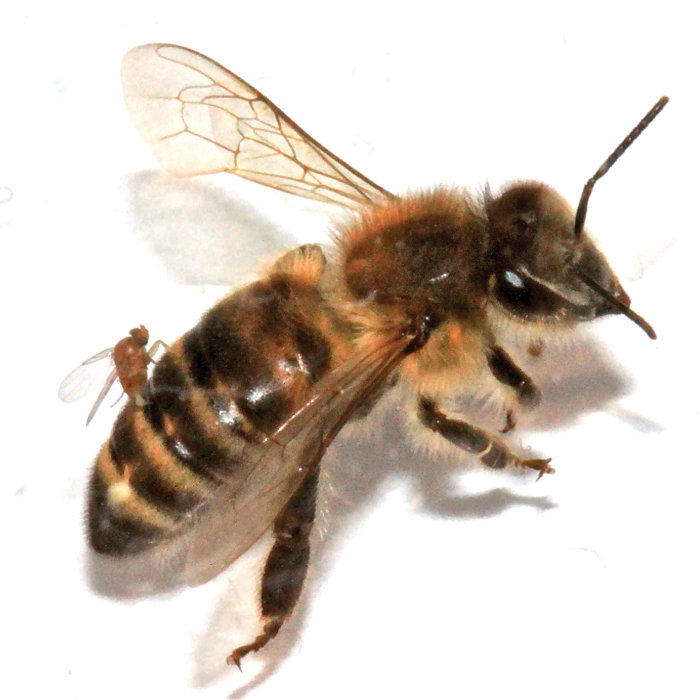
Ein Apocephalus-borealis-Weibchen legt seine Eier im Abdomen einer Arbeiterbiene ab.

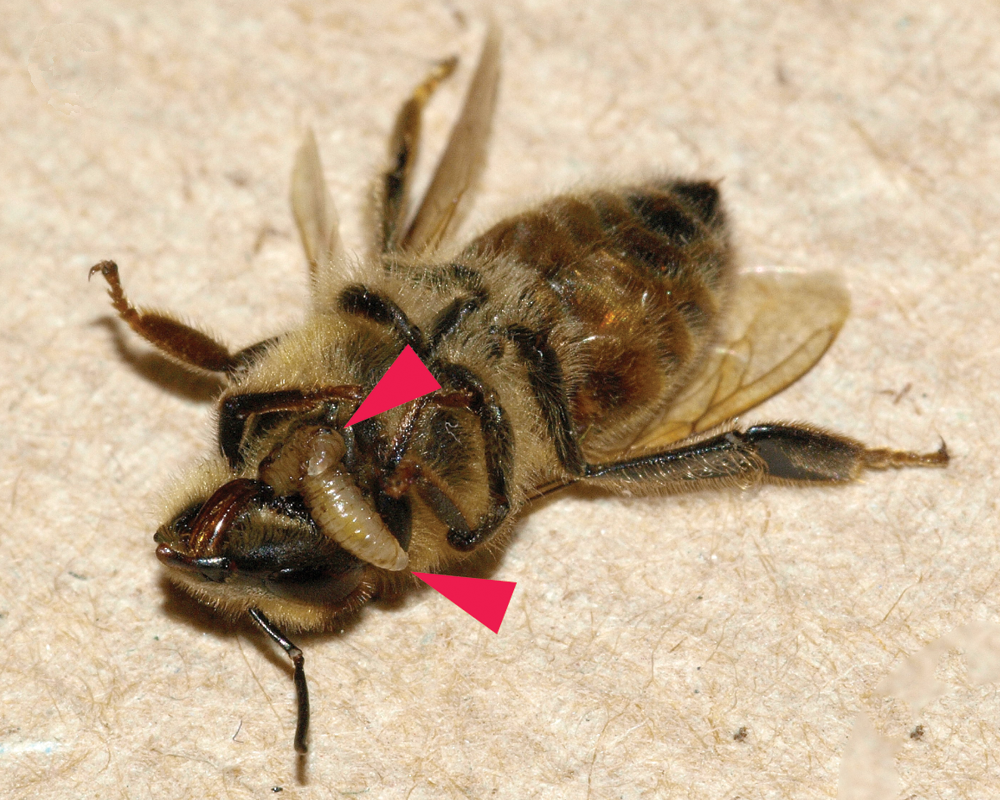
Zwei Apocephalus-borealis-Larven verlassen ihre Wirts-Arbeitsbiene am Übergang von Kopf und Thorax.

Nach einer 2012 veröffentlichten Studie der San Francisco State University ist die Buckelfliege Apocephalus borealis eine weitere Ursache für das Bienensterben in den USA. Demnach legen die Weibchen dieser Spezies ihre Eier in den Bienen ab, woraufhin diese ohne Orientierungssinn umherfliegen und nachts den Stock verlassen. Wie genau die Infektion abläuft, ist noch ungeklärt. In Kalifornien und South Dakota wurden die Fliegen bereits nachgewiesen.

### Unterernährung oder Fehlernährung
Beim Auftreten von CCD litten offenbar alle abgestorbenen Bienenvölker, die in einer Studie untersucht wurden, zuvor unter „außergewöhnlichen Belastungen“, zumeist Nahrungsmangel und/oder Dürre. Entsprechend besteht die Möglichkeit, dass das Phänomen mit ernährungsbedingtem Stress zusammenhängt und bei gesunden, wohlgenährten Bienenvölkern nicht eintritt.
Einige Forscher brachten das Bienensterben mit der Verfütterung von Maissirup (englisch: high fructose corn syrup, HFCS) zur Ergänzung der Wintervorräte in Verbindung. Unterschiede zwischen Maissirup aus verschiedenen Quellen könnten die Abweichungen ihrer Forschungsergebnisse erklären. Wäre dies jedoch der einzige Faktor, dann dürfte CCD ausschließlich in überwinternden Bienenstöcken auftreten, denen Maissirup verfüttert wurde. Es liegen aber zahlreiche Berichte über andere Fälle der CCD vor, bei denen Imker keinen Maissirup verwendeten.
In diesem Zusammenhang ist auch die in den USA übliche Art der Imkerei zu erläutern. Es gibt dort viele Imkereien mit mehreren hunderten Bienenvölkern. Bienenvölker werden zwecks der kommerziellen Bestäubung von Nutzpflanzen durch das Land zu riesigen Monokulturen transportiert, die nur sehr einseitige Nahrung bieten. Sowohl die langen Reisen der Bienenvölker als auch die potenzielle Mangelernährung von Monokulturen sind Stressfaktoren, die das Bienensterben begünstigen könnten.
Neuere Ergebnisse deuten darauf hin, dass der Anstieg von Kohlenstoffdioxid in der Erdatmosphäre durch die Verbrennung fossiler Energieträger Bienensterben begünstigt. Höhere CO2-Konzentrationen in der Atmosphäre führen bei vielen Nutzpflanzenarten zu einem Rückgang der Proteinwerte und damit des Nährwertes, was auch für bestimmte wichtigen Pollenlieferanten wie z. B. die Kanadische Goldrute zutrifft. Bei diesem wurden infolge des CO2-Anstiegs von 280 auf 398 ppm zwischen 1842 und 2014 Proteinrückgänge von rund einem Drittel festgestellt; dass der CO2-Anstieg ursächlich war, wurde anschließend im Labor durch Tests mit verschiedenen CO2-Levels zwischen 280 und 500 ppm experimentell bestätigt. Da Pollen der einzige Proteinlieferant für Bienen ist, kann dies die Gesundheit von Bienen schwächen und zu Absterben von Völkern führen.

### Pestizide

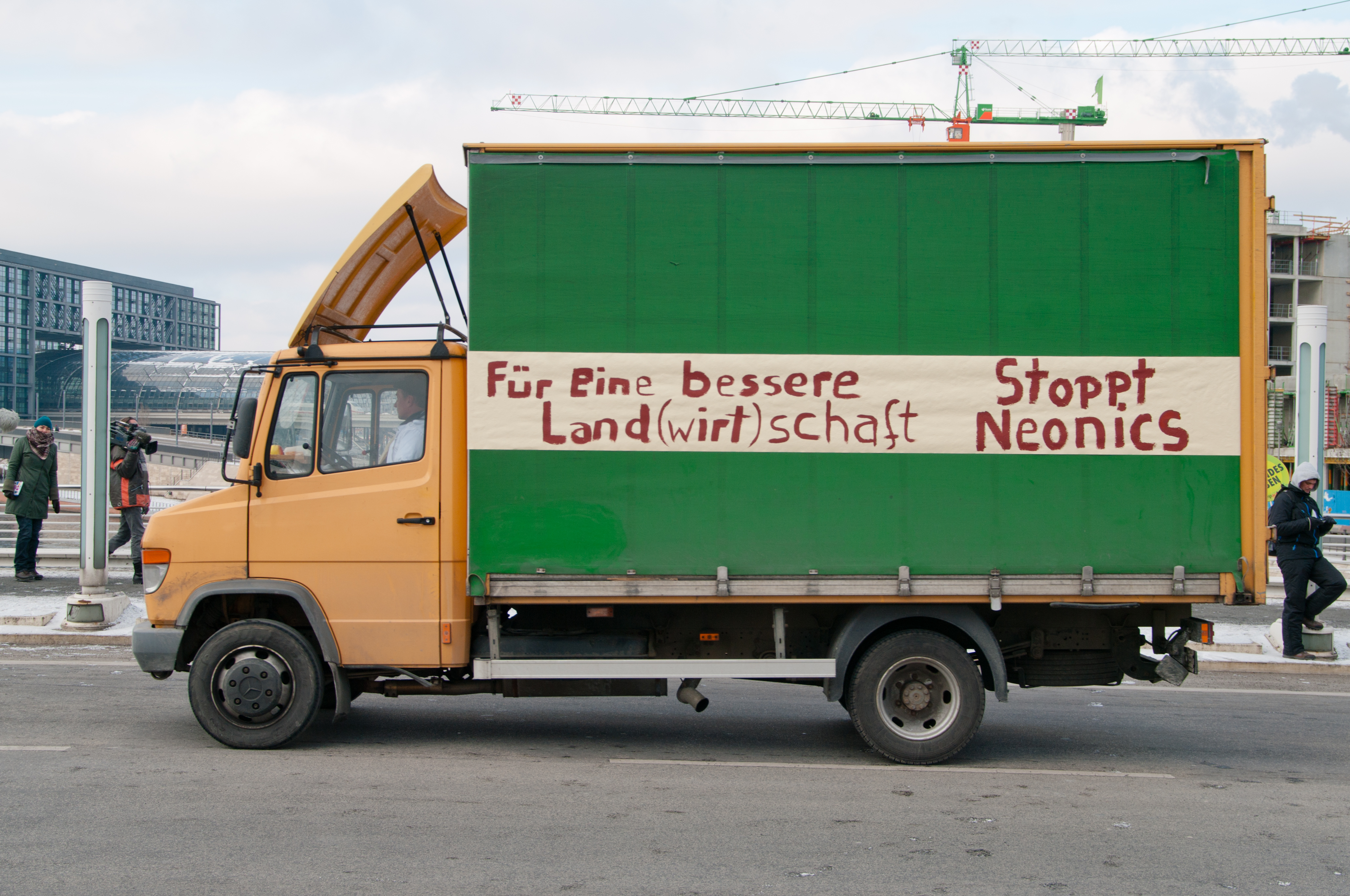
Protest gegen Neonicotinoide auf der Demonstration Wir haben es satt! 2013.

Eine der gängigeren allgemeinen Hypothesen sagt aus, CCD wird durch den Einsatz von Pestiziden und deren nicht sachgerechte Ausbringung (mit-)verursacht. Anfangs konnten in Untersuchungen mehrerer, nicht zusammenhängender Ausbrüche keine gemeinsamen Umweltfaktoren gefunden werden. Die von Umweltschützern und Imkern lange Zeit vehement vertretene Hypothese, derartige Pestizide seien als Hauptursache des Bienensterbens anzusehen, ließ sich aus mehreren Gründen jedoch nur schwer verifizieren:
1. Aufgrund der Vielzahl der verwendeten Pestizide ist es kaum möglich, gleichzeitig auf alle denkbaren Pestizide zu testen.
2. Zahlreiche professionelle Imkereibetriebe sind hochgradig mobil und transportieren ihre Stöcke im Laufe einer Saison über weite Entfernungen, wobei die Bienenvölker an jedem Einsatzort einer unterschiedlichen Pestizidmischung ausgesetzt sein können.
3. Die Bienen lagern selbst sowohl Pollen als auch Honig für längere Perioden ein. Entsprechend können Tage und Monate vergehen, bis das möglicherweise kontaminierte Material schließlich an das Volk verfüttert wird, so dass es in diesen Fällen unmöglich ist, den Ausbruch von Symptomen mit einem Zeitpunkt in Zusammenhang zu bringen, an dem der Stock mit bestimmten Pestiziden in Kontakt geriet. Jedenfalls ließ sich eine Verbesserung hinsichtlich der Sterblichkeit von Bienenvölkern in Frankreich nicht feststellen, obwohl der Einsatz von „Gaucho“ auf Mais und Sonnenblumen dort bereits seit 1999 auf Drängen der Imker verboten ist.

Bei der heute in weiten Teilen Europas üblichen Anwendung als Saatbeize sind die betreffenden Substanzen im Übrigen ohnehin als nicht bienengefährlich eingestuft, da sich bisher keine Auswirkungen nachweisen ließen.
Pestizide auf den von Bienen aufgesuchten Futterpflanzen gelangen mit weit größerer Wahrscheinlichkeit mit den Pollen in den Stock als über den Nektar, denn der Pollen wird außen an der Biene transportiert, der Nektar aber innerlich, so dass die Biene stirbt, wenn er zu toxisch ist. Viele potenziell tödliche Substanzen, gleich ob natürlich oder künstlich, wirken jedoch gar nicht auf die erwachsenen Bienen, sondern primär auf die Brut. Bei CCD scheint aber gerade die Brut nicht betroffen zu sein. Bezeichnenderweise wird der Brut kein Honig verfüttert, während ausgewachsene Bienen sehr wenig Pollen verzehren. Dass bei der CCD-Symptomatik die ausgewachsenen Bienen sterben (beziehungsweise verschwinden), deutet darauf hin, dass etwaige Umweltschadstoffe oder Toxine sich am wahrscheinlichsten im Honig finden müssten.
Bislang beruht der Großteil der Evaluation einer möglichen Beteiligung von Pestiziden bei CCD auf Studien, die von den Imkern eingereicht wurden. Viele von der CCD betroffene Imker berichten, dass sie in ihren Stöcken Antibiotika und Akarizide (gegen Milben) eingesetzt hatten. Bislang fand sich jedoch kein Hinweis auf einen einzelnen Wirkstoff, der als Auslöser für CCD in Betracht käme. Grundsätzlich können die von Imkern beobachteten Symptome wie Orientierungslosigkeit und unerklärliche Verhaltensänderungen durchaus für Pflanzenschutzmittel als Verursacher der CCD sprechen, da Pestizide, insbesondere Insektizide aus der Gruppe der Neonicotinoide, als Nervengifte wirken. Dazu zählen Acetamiprid, Clothianidin, Nitenpyram, Thiacloprid, Thiamethoxam und Imidacloprid. Letzteres wird als „Gaucho“ weltweit in rund 120 Ländern mit einem Jahresumsatz von über 500 Millionen Euro eingesetzt.
Ein Review aus dem Jahr 2010 kam für die USA zu dem Ergebnis, dass Honigbienen in hohem Maße im Bienenstock eingesetzten Varroaziden und in der Agrarwirtschaft verwendeten Pestiziden ausgesetzt sind. Es ist bekannt, dass chronische Expositionen mit neurotoxischen Insektiziden und diese in Kombination mit anderen Pestiziden, insbesondere Fungiziden, für Bienen schädigend sind. Ein direkter Zusammenhang mit CCD und vermindertem Gesundheitszustand der Bienen bedarf weiterer Erforschung. Gleiches gilt für die Gefahren von Neonicotinoiden, wenn Bienen ihnen in niedriger Dosierung ausgesetzt sind. Obgleich keinem einzelnen Pestizid an sich zugeschrieben werden kann, CCD zu verursachen, können gegebenenfalls synergistische Effekte mehrerer Pestizide zu einer Schädigung der Bienengesundheit beitragen. Auch hier konstatieren die Autoren weiteren Forschungsbedarf. In der Studie selbst steht, dass der Untergang unmittelbar nach der Einführung von Dichlordiphenyltrichlorethan (DDT) in der Landwirtschaft begann und seitdem unvermindert andaure.
Bei einem im April/Mai 2008 im Rheintal auftretenden Sterben tausender Bienenvölker konnte als Ursache eindeutig das als Saatgutbeizmittel verwendete Neonicotinoid Clothianidin nachgewiesen werden. Daraufhin stoppte das Bundesamt für Verbraucherschutz und Lebensmittelsicherheit am 15. Mai 2008 den Verkauf und die Anwendung von zunächst acht Saatgutbehandlungsmitteln, die gesamte Gruppe der Neonicotinoide – unter anderem ein Produkt von Bayer CropScience mit dem Namen „Poncho“ – die diesen Wirkstoff enthalten, hob aber das Ruhen der Zulassung von vier Beizmitteln am 25. Juni 2008 wieder auf, nachdem die Mittel modifiziert worden waren.
Nach einer im März 2012 veröffentlichten Studie führen diese Pestizide in geringsten, nicht letalen Dosen in signifikanter Weise zu einer Fehlorientierung und Arbeiterinnen finden den Weg in den heimatlichen Bienenstock nicht mehr.
Besonders im Verdacht steht seit Jahren das von Bayer hergestellte Produkt „Gaucho“, das auf dem Neonicotinoid Imidacloprid basiert, nachdem eine Untersuchung der französischen Regierung aus dem Jahr 2003 gezeigt hatte, dass Imidacloprid unter bestimmten Bedingungen zum Tod von Bienen führen kann. 2012 veröffentlichten Biologen der Harvard-Universität eine Studie, die einen direkten Zusammenhang zwischen Imidacloprid und CCD feststellt. Dabei starben 15 von 16 (94 %) der beobachteten Bienenvölker innerhalb von 23 Wochen, obwohl sie teilweise sehr geringen Dosen ausgesetzt waren.
Ende April 2013 entschieden sich 15 von 27 EU-Mitgliedstaaten, darunter Deutschland, für ein Teilverbot von drei umstrittenen Pflanzenschutzmitteln aus der Gruppe der Neonicotinoide (Clothianidin, Imidacloprid und Thiamethoxam) im Bereich des Anbaus von Mais, Sonnenblumen, Raps und Baumwolle für vorerst zwei Jahre. Gegen das Verbot stimmte unter anderem Österreichs Landwirtschafts- und Umweltminister Nikolaus Berlakovich. Die letztendliche Entscheidung liegt bei der EU-Kommission, die ein Verbot befürwortet. Laut einem im April 2015 veröffentlichten Gutachten der EASAC gibt es eine Debatte, ob Honigbienenkolonien von Neonicotinoiden betroffen sind. Dabei werde jedoch übersehen, dass die Kolonien oft sehr widerstandsfähig gegen Verluste sind.
Ein am 28. Februar 2018 veröffentlichtes Gutachten der EFSA zu Clothianidin, Imidacloprid und Thiamethoxam bestätigte abschließend die Risiken für Wild- und Honigbienen bei Freilandanwendungen. Dieses Gutachten ist die Grundlage für weitere Zulassungsentscheidungen bzw. -einschränkungen. Am 27. April 2018 hat die EU-Kommission in einer Abstimmung ein Verbot des Einsatzes dieser drei Wirkstoffe in Freilandkulturen beschlossen. Bereits am 5. Mai 2018 wurden in der Nähe von Udine 20 Felder wegen eines durch Pestizide verursachten Bienensterbens beschlagnahmt. Auch deren Ernte wird vernichtet.
Beim Vergleich mit den üblichen Ausbringungsraten stellt Glyphosat ein geringes Schadensrisiko für Honigbienen dar, auch bei chronischer Exposition für erwachsene Tiere und Larven. Bezüglich Wildbienen liegt eine Risikobeurteilung nicht vor.
In der Schweiz kam es 2019 zu einem massiven Bienensterben, da Pirimicarb aus der Landi mit Fipronil verunreinigt war.
Die bisherigen ökotoxikologischen Risikoabschätzungen von Pestiziden wurden von Forschern als ungenügend befunden. Um dem sechsten Massenaussterben in der Geschichte entgegenzuwirken, müssten die Risikoabschätzungen für Chemikalien schnellstmöglich reformiert werden.

### Krankheitserreger und Immunschwäche
Als weitere wichtigste Ursache gilt die Infektion mit bestimmten Viren in den Wintermonaten. Einige Forscher wiesen darauf hin, dass das Verbreitungsmuster dem einer Infektionskrankheit entspreche; allerdings gibt es auch Hinweise auf einen möglichen Zusammenhang mit einem Immundefekt, ähnlich dem AIDS beim Menschen, möglicherweise in Verbindung mit den oben erwähnten Belastungen, die das Immunsystem schwächten. Insbesondere, laut den Forschern der Gruppe an der Pennsylvania State University: „Die Größenordnung, in der infektiöses Material in den ausgewachsenen Bienen festgestellt wurde, deutet auf eine Beeinträchtigung des Immunsystems hin.“ Die Forscher wiesen weiter auf einen möglichen Zusammenhang zwischen einer Infektion mit Varroamilben und CCD hin: Es könnte sein, dass eine Kombination von Milbenbefall, dem von diesen übertragenen Deformed Wing Virus und einer bakteriellen Infektion zu einem Ausfall des Immunsystems führt und eine Ursache für CCD sein könnte. Diese Forschungsgruppe konzentriert sich Berichten zufolge auf die Suche nach möglichen viralen oder bakteriellen Erregern sowie Pilzbefall. Nach neueren Erkenntnissen (September 2007) kommt das 2004 erstmals identifizierte Israel Acute Paralysis Virus (IAPV) als weitere mögliche Sekundärinfektion der Varroose hinzu: Ein Forschungsteam der Pennsylvania State University hat drei Jahre lang Proben aus gesunden und von der CCD befallenen Bienenstöcken untersucht sowie aus China importiertes Gelée royale und offenbar gesunde Bienen aus Australien. Mit Hilfe einer neuen, schnellen Technik zur Genomsequenzierung gelang es ihnen, sämtliche Mikroorganismen zu erfassen, die in Honigbienen zu finden sind. Im Zuge der statistischen Auswertung aller Daten fanden sie einen Zusammenhang zwischen CCD und einem Organismus mit dem Namen Israeli Acute Paralysis Virus.
Untersuchungen aus 2008 der kanadischen Biologen Otterstatter und Thomson (University of Toronto) zeigten einen Zusammenhang mit dem Krankheitserreger Crithidia bombi (Flagellaten aus der Klasse der Kinetoplastea), der vorwiegend bei zur Bestäubung von Nahrungsgemüse wie Gurken oder Tomaten verwendeten Bienen und Hummeln vorkommt. Die Biologen fanden bei wildlebenden Bienen und Hummeln, die nahe bei den Gewächshäusern lebten, eine erhöhte Anzahl der Crithidia–Erreger. Ein Rechenmodell über die Verbreitung der Crithidien beim Kontakt von aus Gewächshäusern entwichenen Hautflüglern mit ihren wildlebenden Verwandten zeigte genau das in den Vereinigten Staaten beobachtete epidemieartige Ansteigen der Fallzahlen.
Eine andere Theorie nimmt an, dass möglicherweise einige Imker bekannte Bienenkrankheiten wie Amerikanische Faulbrut, Europäische Faulbrut oder Nosemose nicht als solche identifizieren konnten. Die in Spanien Ende 2005 erstmals in Europa nachgewiesene Infektion westlicher Honigbienen mit Nosema ceranae, einer zuvor nicht vom klassischen Erreger unterscheidbaren, aber offenbar virulenteren Nosema-Art, wurde von einigen Forschern mit dem gleichzeitig in Spanien grassierenden Bienensterben in Verbindung gebracht. Die beschriebenen Symptome erinnern stark an CCD. In den Vereinigten Staaten wurden bei Untersuchungen betroffener Völker jedoch keine Infektionskrankheiten gefunden und es gilt daher momentan als recht unwahrscheinlich, dass CCD durch bekannte (und mittlerweile gut diagnostizierbare) Bienenkrankheiten hervorgerufen wird, zumal sich deren klassische Symptome von denen der CCD unterscheiden.
Wenn ein Bienenvolk zugrunde geht, während andere, gesunde Völker in der Nähe sind (wie das in Imkereibetrieben normalerweise der Fall ist), dringen die gesunden Völker in den Stock des sterbenden Volks ein, um seine Vorräte zu stehlen. Wären die Vorräte des sterbenden Volks mit natürlichen oder künstlichen Toxinen kontaminiert, dann würde das sich ergebende Muster vormals gesunder Völker, die in der Nähe eines sterbenden Volks selbst krank werden, den Eindruck einer ansteckenden Krankheit hervorrufen. Bei Fällen der CCD wird jedoch oft davon berichtet, dass die Vorräte sterbender Völker nicht geraubt werden. Das deutet darauf hin, dass ein ansteckender Faktor an CCD nicht beteiligt sein kann.

### Transgene Pflanzen
Eine Verbindung zwischen Bt-Mais und CCD wurde von Forschungen in Deutschland aufgeworfen. Eine zwischen 2001 und 2004 durchgeführte Untersuchung der Universität Jena untersuchte Auswirkungen von Bt-Maispollen auf die Biene. Generell konnte eine chronisch toxische Wirkung von Bt-Mais der Sorten Bt176 und Mon810 auf gesunde Honigbienenvölker nicht nachgewiesen werden. Als im ersten Untersuchungsjahr die Bienenvölker mit Parasiten (Mikrosporidien) befallen wurden, starben signifikant mehr Bienen, die Pollen mit Bt-Toxinen als Nahrung erhielten. Eine Wechselwirkung des Toxins und Pathogens auf die Epithelzellen des Darms der Honigbiene wird angenommen. Wurde den Bienen ein prophylaktisches Antibiotikum verabreicht, zeigten sich keine Unterschiede. Die Jenaer Studie wurde bisher nicht in einer Fachzeitschrift publiziert und konnte nicht repliziert werden.
Kanadische Wissenschaftler fanden keinen Effekt von Pollen des Bt-Mais auf die Bienensterblichkeit. Mexikanische Wissenschaftler konnten keinen Effekt von verschiedenen Sirupen mit Cry1Ab-Protein auf Bienenkolonien feststellen. Die tausendfache der in Pollen enthaltenen Dosis von Cry3b erzeugte keine toxischen Effekte bei Bienenlarven, und die Fütterung von Honigbienen mit Pollen des Cry1Ab-Mais übte keinen Einfluss auf Überlebensrate, Darmflora, oder die Entwicklung der hypopharyngealen Drüsen, in denen die proteinreiche Nahrung für die Brut produziert wird, aus. Eine 2008 veröffentlichte Meta-Analyse von 25 unabhängigen Studien zu den Auswirkungen von Bt-Toxinen auf die Mortalität von Honigbienen fand keine negativen Effekte der derzeit zugelassenen transgenen Pflanzen auf die Überlebensraten von Larven oder erwachsenen Bienen.
Gemäß einem Review von Peggy G. Lamaux gebe es keine Hinweise in der wissenschaftlichen Literatur, welche die Hypothese eines direkten oder indirekten Schadens durch zugelassene transgene Pflanzen stützen. Zudem bestehe bei Bienen nur ein geringer Anteil der Proteinaufnahme aus Pollen. Letztlich gebe es auch einen Mangel an geographischer Korrelation zwischen dem Anbau von transgenen Pflanzen und dem Auftreten von CCD. Beispielsweise kam es zu CCD in der Schweiz, in der kein Anbau stattfindet.

### Mobilfunk
In den Jahren 2005 und 2006 wurden bei Studien der Arbeitsgruppe Bildungsinformatik an der Universität Koblenz-Landau Basisstationen preiswerter schnurloser DECT-Telefonen zur Untersuchung gepulster elektromagnetischer Strahlung direkt im Beutenboden von Bienenvölkern eingebaut. Dabei konnten negative Auswirkungen auf das Rückfinde- und damit Lernverhalten von Flugbienen der Versuchsvölker festgestellt werden. Die DECT-Technik (Frequenzen, Modulation) ist auch näherungsweise mit der Mobilfunktechnik vergleichbar. Allerdings sollte dieser Versuchsaufbau primär den Nachweis erbringen, dass Honigbienen als so genannte Bioindikatoren für solche elektromagnetische Strahlungen mit geringer Energie (unterhalb einer thermischen Wirkung) geeignet sind und sekundär die Wirkung auf das Lernverhalten der Bienen zeigen. Es war nicht Ziel der Studien, eine mögliche Ursache für CCD zu ermitteln.
Eine im Jahr 2009 durchgeführte und 2011 publizierte Studie von Daniel Favre, ehemaliger Biologe an der ETH in Lausanne, zeigte deutliche Zusammenhänge zwischen der Aktivität von Mobiltelefonen und einem gesteigerten Summen von Bienen, was als Zeichen von Stress gedeutet wird. Das Experiment wurde 83-mal durchgeführt. Nach jeweils 20 bis 40 Minuten Bestrahlung steigerte sich die Intensität des Summens der Bienen auf das Neunfache. Dies kann dazu führen, dass viele Bienen den Stock verlassen.

## Bedeutung für die Landwirtschaft
Der bei weitem wichtigste Beitrag der Honigbiene für die moderne Landwirtschaft ist ihre Bestäubungsleistung. 22,6 % bzw. 14,7 % der landwirtschaftlichen Produktion in Entwicklungs- bzw. Industrieländern sind direkt auf Bestäubung durch Honigbienen angewiesen. Das betrifft vor allem Hülsenfrüchtler (Leguminosen), Gemüsekohl, Raps und Obstbäume. Der globale Wert der Bestäubungsleistung durch Insekten wurde auf 153 Mrd. € geschätzt, was 9,5 % der landwirtschaftlichen Produktion entspricht. Davon entfallen 14,2 Mrd. € auf die EU25 und 14,4 Mrd. € auf Nordamerika inkl. Mexiko. Honigbienen sind nicht die einzigen oder effizientesten Bestäuber, aber sie sind in der Summe die wichtigsten für die meisten Monokulturen weltweit. Domestizierte Honigbienenvölker sind ideal geeignet für diese Arbeit, da sie das ganze Jahr über eine große Anzahl an Arbeitern verfügen und als Generalisten eine große Bandbreite blühender Pflanzen bestäuben, ihre Populationen sich kurzfristig durch Zufütterung vergrößern lassen und sie mit standardisierten Anlagen über große Distanzen transportiert werden können.
Nutzpflanzen, die nicht auf tierische Bestäubung angewiesen sind, z. B. Getreide, repräsentieren den Großteil der menschlichen Kalorienaufnahme. Der Anteil dieser Pflanzen an der globalen Anbaufläche nahm in den letzten 50 Jahren zugunsten von durch Tiere bestäubte Pflanzen (die tendenziell wirtschaftlich wertvoller sind) ab. Demzufolge nimmt die Nachfrage nach Bestäubungsleistungen zu, während das Angebot an Honigbienenkolonien langsamer wächst. Ein Verlust aller Bestäuber würde einen geschätzten Rückgäng der globalen landwirtschaftlichen Produktion von 3–8 % bewirken. Derartige Produktivitätsverluste würde eine Ausweitung der Anbauflächen nach sich ziehen, um die globale Nachfrage weiter zu bedienen, was negative ökologische Folgen haben würde.

### Angebliches Zitat von Albert Einstein
Im Zusammenhang mit dem Bienensterben wird oft eine Aussage zitiert, die von Albert Einstein stammen soll:

„Wenn die Bienen verschwinden, hat der Mensch nur noch vier Jahre zu leben; keine Bienen mehr, keine Pflanzen, keine Tiere, keine Menschen mehr.“

Laut Jerry Bromenshenk, Bienenforscher an der University of Montana in Missoula und Mitglied der amerikanischen CCD Working Group, hat eine Anfrage beim Einstein-Institut in Israel ergeben, dass das Zitat nicht von Einstein stammt.
Laut der Journalistin Hannah Nordhaus tauchte der Satz erstmals in einer Broschüre auf, die während eines politischen Protests französischer Imker im Jahr 1994 gegen hohe Kosten von Zucker als Bienenfutter sowie eine mögliche Senkung des Importzolls auf Honig verteilt wurde. Sie verwies auch darauf, dass Menschen in der Geschichte in vielen Gebieten ohne Honigbienen lebten (z. B. in Nordamerika vor der Ankunft der Engländer im Jahr 1620) und dass ein großer Teil der landwirtschaftlichen Produktion keine Bestäubung durch Bienen erfordert.

## Filme und Romane
In den letzten Jahren wurde eine Reihe von Kino- und Fernsehfilmen zum Thema Bienensterben produziert, zum Beispiel Vanishing of the Bees (2009), Das Geheimnis des Bienensterbens (2010) sowie More than Honey (2012).
Der Roman Die Geschichte der Bienen von Maja Lunde spielt ebenfalls vor dem Hintergrund des Bienensterbens.
Die Fernsehserie Black Mirror behandelte das Thema Bienensterben ebenfalls. In der sechsten Folge der dritten Staffel geht es unter anderem um künstliche Bienen, die dieselbe Aufgabe wie Bienen verrichten und beim Bienensterben als Ersatz dienen sollen.
Der Sachcomic Milch ohne Honig (2022) von Hanna Harms behandelt das Bienensterben.